# Yverdon-Sport Football Club (femminile)
Il Yverdon-Sport Football Club è una squadra di calcio svizzera di calcio femminile con sede a Yverdon-les-Bains, sezione femminile dell'omonimo club maschile, militante in Lega Nazionale B, la seconda divisione del campionato svizzero.
Istituita il 1º gennaio 1985 come sezione femminile dell'Yverdon-Sport Football Club, ha mantenuto questo status fino al 2007, quando si è resa indipendente dal club principale, prendendo la denominazione di FC Yverdon Féminin. Salvo poi tornare a collaborare nel 2022.

## Storia
Fino al 1985, la città di Yverdon-les-Bains aveva soltanto una squadra maschile, l'Yverdon-Sport Football Club. Fu nello stesso anno che, su iniziativa di Claire-Lise Von Ow Randin e Suzy Pattoni, venne proposta la creazione di una sezione femminile del club biancoverde.
Nonostante iniziali resistenze, la proposta fu approvata durante un’assemblea generale del club maschile, segnando l'inizio dell’avventura del calcio femminile nella regione.
Negli anni successivi, la squadra scalò le divisioni del calcio femminile svizzero, raggiungendo — grazie a due promozioni consecutive tra il 1994 e il 1995 — dapprima la Lega Nazionale B e poi la massima serie nel 1998.
Dopo una serie di annate altalenanti, a partire dalla stagione 2006-2007 il club si stabilizzò nella massima categoria. Nello stesso periodo decise di operare in maniera autonoma rispetto alla sezione maschile, separandosene e dando vita all'Yverdon Sport Association.
L’anno seguente, la squadra cambiò nome in FC Yverdon Féminin ed è sotto questa denominazione che ebbe inizio il periodo di massimo splendore per il club, con la vittoria della prima Coppa Svizzera: il 15 maggio 2010, grazie a una vittoria per 3-2 ai tempi supplementari contro lo Young Boys.
Questo successo, ripetuto l'anno successivo sempre contro il club giallonero, rese l'Yverdon la prima squadra femminile della Svizzera francofona a conquistare la Coppa, istituita nel 1977.
Nel decennio successivo il club non riuscì a ripetere gli stessi successi, anzi a partire dalla seconda metà del decennio, la squadra iniziò a incontrare maggiori difficoltà. Nella stagione 2021-2022 chiuse il campionato in nona posizione, con soli 6 punti ottenuti in 18 partite (2 vittorie e 16 sconfitte), segnando appena 10 reti e subendone 63, peggior difesa della competizione.
A seguito delle difficoltà sportive e strutturali, nel 2022 l'Yverdon Féminin ha deciso di riunificarsi con la sezione maschile dell'Yverdon-Sport Football Club, da cui si era separata nel 2007. L'obiettivo della fusione era quello di rafforzare l'organizzazione del settore femminile, integrandolo pienamente nella struttura professionistica del club maschile e migliorandone le condizioni sportive, logistiche e finanziarie.
Nonostante ciò, al termine della stagione successiva, il ricostituito Yverdon Sport FC è stato retrocesso in Lega Nazionale B dopo aver pareggiato 0-0 contro il Rapperswil nell’ultima giornata del girone di promozione/retrocessione.

## Palmarès

### Competizioni nazionali
- Coppa Svizzera: 2

2009-2010, 2010-2011

### Altri piazzamenti
- Campionato svizzero:

Secondo posto: 2008-2009, 2010-2011
- Coppa Svizzera:

Semifinalista: 2015-2016, 2016-2017, 2017-2018